# Peleteria minima
Peleteria minima är en tvåvingeart som först beskrevs av Zimin 1935.  Peleteria minima ingår i släktet Peleteria och familjen parasitflugor. Inga underarter finns listade i Catalogue of Life.